# Parallellogramvork

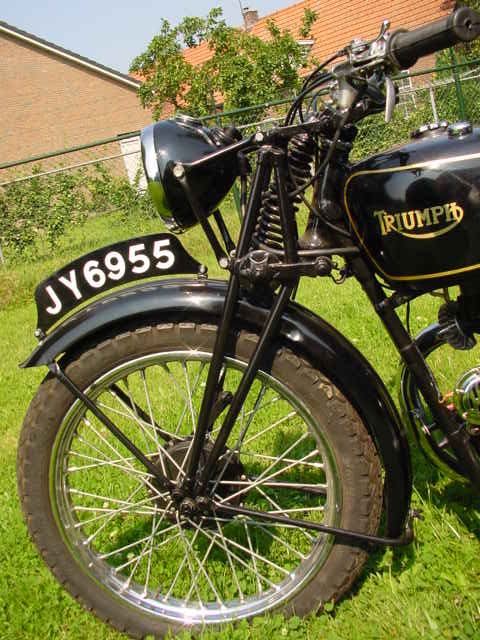
Girder voorvork op een Triumph uit 1936

Een parallellogramvork is een van de eerste vormen van voorvering die op motorfietsen werd toegepast. (Sinds 2014 is deze constructie echter weer in ere hersteld in de Indian 'Big Chief Custom').
Deze voorvork werd in het begin van de 20e eeuw ontwikkeld, ongeveer gelijktijdig met de schommelvoorvork.
Een parallellogramvork wordt meestal gevormd uit ronde buizen die in een driehoeksconstructie aan weerszijden van het voorwiel zijn aangebracht. De "parallellogramvorm" wordt dan ook niet door de buizen gevormd, maar door de schommelarmen die de driehoeksconstructie aan het balhoofd bevestigen. De beweging van de schommelarmen wordt afgeremd door één of meer schroefveren.
De schommels zijn echter niet even lang en lopen ook niet altijd evenwijdig. Zij vormen met de voorvorkdelen feitelijk een trapezium in plaats van een parallellogram.
Voorbeelden van parallellogramvorken zijn onder andere de Webbvork, de Springer voorvork, de Castle Forks, de Girdervork en de (hiervan afgeleide) Girdraulic.